# Олений ручей
Оле́ний руче́й (Маланинский ручей, Маланинский овраг) — ручей в парке «Сокольники» города Москвы, правый приток Яузы, частично заключён в коллектор.

## История
Название «Олений ручей» связано с местами, где устраивались охоты для царя Алексея Михайловича. Вероятно, первично название Оленьих прудов и Оленьей рощи вблизи них. Название «Маланьинский ручей» антропонимического происхождения.

## Описание
Ручей начинается восточнее пересечения 3-го Лучевого просека с Поперечным просеком, в 9-м квартале парка «Сокольники». Далее протекает по 10-му, 11-му и 12-му кварталам парка. В 10-м квартале на ручье располагается цепочка переходных и низинных болот. Эти три болота относятся к наиболее сохранившемуся природному участку парка. Так, на среднем болоте растёт мох сфагнум, а на нижнем — крупная популяция ириса жёлтого. В 11-м и 12-м кварталах на ручье каскад Оленьих прудов: Верхний Майский, Нижний Майский, Лебяжий, Большой Олений и Малый Олений пруды. Частично между прудами, а также ниже их, ручей заключён в коллектор. Устье ручья находится вблизи улицы Олений Вал и Глебовского моста.
Длина ручья 2,3 км, постоянное течение было на нижнем участке 0,5—0,8 км. Выше прудов ручей пересыхает. Русло ручья существенно спрямлено и углублено. Почти весь бассейн ручья залесён.